# Mahara (Software)
Mahara ist eine E-Portfolio-Software mit Community-Funktionen, die von Neuseeland aus entwickelt wird.
Das Wort Mahara bedeutet in der Te Reo Māori Sprache ‘Denken’ oder ‘Gedanke’. Das System unterstützt die Dokumentation und Reflexion des Lernprozesses und der Lernergebnisse. Voraussetzung für die Installation sind PHP und ein Datenbankmanagementsystem, z. B. MySQL oder PostgreSQL.

## Geschichte
Mahara wird seit Mitte 2006 entwickelt. Es startete als Gemeinschaftswerk des e-Learning Collaborative Development Fund (eCDF) der Neuseeländischen Kommission für die Hochschulausbildung (Tertiary Education Commission), der Massey University, der Auckland University of Technology, des Open Polytechnic of New Zealand, und der Victoria University of Wellington.
Die weitere Entwicklung wurde durch die Unterstützung des Neuseeländischen Bildungsministeriums und Fördergelder der Mellon Foundation ermöglicht. (Das Open Polytechnic hatte 2007 den 'Mellon Award for Technology Collaboration' gewonnen.) Heute unterstützen weltweit tausende Open-Source-Entwickler die Arbeit an der Entwicklung des Kernsystems und der ergänzenden Plugins.
2023 veranlasste die Firma „Catalyst IT“ aus Neuseeland als Hauptentwickler, dass neue Versionen der Software nur noch gegen Bezahlung bezogen werden können, in Form einer „subscription“. Der Quellcode ist seit April 2023 entsprechend nicht mehr öffentlich einsehbar und steht nicht mehr zum freien Download bereit.

## Aufbau
Mahara ist modular aufgebaut und basiert auf Artefakten, Ansichten und einer umfassenden Zugriffskontrolle. Ansichten sind eine Sammlung von Artefakten, die im E-Portfolio des Benutzers gespeichert sind. Der Benutzer kann beliebig viele Ansichten anlegen und den Zugriff für Benutzer oder Gruppen gestatten.

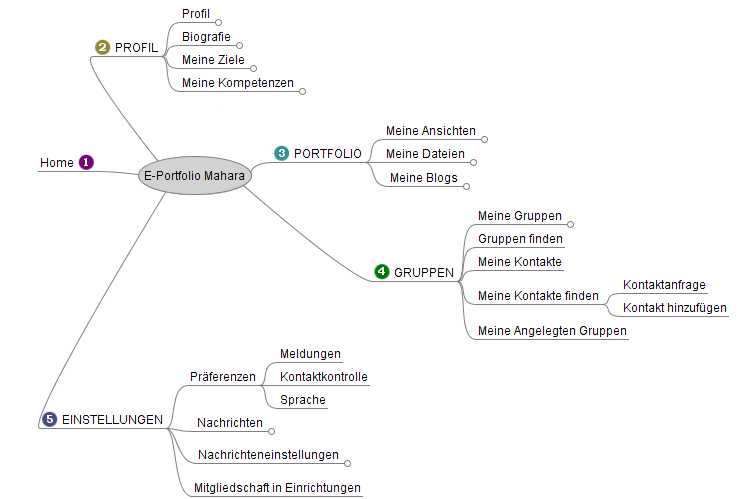
Mahara Übersicht

Die grundlegenden Module von Mahara sind:
- das Portfolio, mit Ansichten, einer Sammlung von Dateien und Lerntagebüchern
- die Gruppen, mit Foren
- das Profil, mit Angaben zur eigenen Person, zur Biographie sowie zu Lernzielen und -plänen.

Erweiterungsmodule, die nicht zum Standard-Installationsumfang von Mahara gehören, sind z. B. „Europass“ (ermöglicht das Erstellen eines Europasses), GoogleApps (zum Einfügen von GoogleApps im Portfolio) und vieles mehr. Mehrere verfügbare Zusatzmodule können über die Mahara-Website heruntergeladen oder auch dort eingestellt werden.

## Pädagogischer Ansatz
Mahara ist ein Lerner-zentriertes System, eine Art Persönliche Lernumgebung, und unterscheidet sich dadurch von den eher Kurs-zentrierten Lernplattformen (Learning Management Systemen - LMS). E-Portfolios und Lernplattformen bilden allerdings keinen Gegensatz, sondern ergänzen sich wechselseitig. So lässt sich Mahara z. B. mit der Lernplattform Moodle koppeln und unterstützt damit die Verbindung von Lerner- und Lehrer-orientierten Elementen des Bildungsprozesses. Mahara unterstützt nicht nur – wie der Begriff Portfolio vermuten lässt – die Speicherung von Lernergebnissen, sondern fördert auch den Lernprozess selbst sowie die Reflexion darüber. Gleichzeitig wird durch die Gruppenfunktion, das Teilen von Lernergebnissen untereinander und die Möglichkeit zum wechselseitigen Feedback das kollaborative Lernen unterstützt.